# 52.º Rali da Acrópole
Resultados do 52nd Acropolis Rally.

## Classificação Final
| Pos | N.º  | Piloto Co-piloto                            | Nacionalidade             | Pos C.                                              | Tempo               |
| --- | ---- | ------------------------------------------- | ------------------------- | --------------------------------------------------- | ------------------- |
| 1   | 1 M  | Sébastien Loeb Daniel Elena                 | França · Mónaco           | Citroën Xsara WRC Citroën Total                     | 4:12.53,7 0         |
| 2   | 3 M  | Toni Gardemeister Jakke Honkanen            | Finlândia · Finlândia     | Ford Focus WRC BP Ford World Rally Team             | 4:14.29,9 1.36,2    |
| 3   | 2 M  | Carlos Sainz Marc Martí                     | Espanha · Espanha         | Citroën Xsara WRC Citroën Total                     | 4:15.04,8 2.11,1    |
| 4   | 7 M  | Marcus Grönholm Timo Rautiainen             | Finlândia · Finlândia     | Peugeot 307 WRC Marlboro Peugeot Total              | 4:15.50,1 2.56,4    |
| 5   | 24   | Mikko Hirvonen Jarmo Lehtinen               | Finlândia · Finlândia     | Ford Focus WRC                                      | 4:16.06,9 3.13,2    |
| 6   | 9 M  | Harri Rovanperä Risto Pietiläinen           | Finlândia · Finlândia     | Mitsubishi Lancer WRC Mitsubishi Motors Motorsports | 4:16.38,1 3.44,4    |
| 7   | 10 M | Gigi Galli Guido D'Amore                    | Itália · Itália           | Mitsubishi Lancer WRC Mitsubishi Motors Motorsports | 4:18.13,3 5.19,6    |
| 8   | 8 M  | Markko Märtin Michael Park                  | Estónia · Reino Unido     | Peugeot 307 WRC Marlboro Peugeot Total              | 4:18.31,2 5.37,5    |
| 9   | 5 M  | Petter Solberg Phil Mills                   | Noruega · Reino Unido     | Subaru Impreza WRC Subaru World Rally Team          | 4:18.56,7 6.03,0    |
| 10  | 19   | Xavier Pons Carlos del Barrio               | Espanha · Espanha         | Citroën Xsara WRC OMV World Rally Team              | 4:21.57,1 9.03,4    |
| 11  | 25   | Kristian Sohlberg Timo Hantunen             | Finlândia · Finlândia     | Subaru Impreza WRC Atölye Kazaz                     | 4:23.02,1 10.08,4   |
| 12  | 22   | Aris Vovos 'El-Em'                          | Grécia · Grécia           | Subaru Impreza WRC Egnatia Asfalistiki              | 4:25.44,6 12.50,9   |
| 13  | 21   | Stéphane Sarrazin Denis Giraudet            | França · França           | Subaru Impreza WRC Subaru World Rally Team          | 4:29.52,5 16.58,8   |
| 14  | 16   | Daniel Carlsson Mattias Andersson           | Suécia · Suécia           | Subaru Impreza WRC Rally Team Olsbergs              | 4:34.15,4 21.21,7   |
| 15  | 31 J | Per-Gunnar Andersson Jonas Andersson        | Suécia · Suécia           | Suzuki Ignis S1600                                  | 4:41.21,4 28.27,7   |
| 16R | 26   | Ioánnis Papadimitríou Allan Harryman        | Grécia · Reino Unido      | Ford Focus WRC                                      | 4:42.28,3 29.34,6   |
| 17  | 32 J | Guy Wilks Phil Pugh                         | Reino Unido · Reino Unido | Suzuki Ignis S1600                                  | 4:44.11,8 31.18,1   |
| 18R | 11 M | Armin Schwarz Klaus Wicha                   | Alemanha · Alemanha       | Škoda Fabia WRC Škoda Motorsport                    | 4:44.54,1 32.00,4   |
| 19  | 36 J | Urmo Aava Kuldar Sikk                       | Estónia · Estónia         | Suzuki Ignis S1600                                  | 4:44.57,0 32.03,3   |
| 20  | 14   | Manfred Stohl Ilka Minor                    | Áustria · Áustria         | Citroën Xsara WRC OMV World Rally Team              | 4:45.53,8 33.00,1   |
| 21  | 33 J | Kosti Katajamäki Timo Alanne                | Finlândia · Finlândia     | Suzuki Ignis S1600                                  | 4:50.00,5 37.06,8   |
| 22R | 34 J | Mirco Baldacci Giovanni Bernacchini         | San Marino · Itália       | Fiat Punto S1600                                    | 4:51.12,6 38.18,9   |
| 23  | 71   | Dimítris Nassoulas Mihalis Patrikoussis     | Grécia · Grécia           | Mitsubishi Lancer Evo 7                             | 4:54.34,0 41.40,3   |
| 24  | 68   | Efthimios Halkias Leonídas Maheras          | Grécia · Grécia           | Mitsubishi Lancer Evo 8                             | 4:55.53,7 43.00,0   |
| 25  | 87   | Konstantinos Pitsos Stelios Karapapazis     | Grécia · Grécia           | Mitsubishi Lancer Evo 8                             | 4:56.09,0 43.15,3   |
| 26R | 35 J | Kris Meeke Chris Patterson                  | Reino Unido · Reino Unido | Citroën C2 S1600                                    | 4:56.36,7 43.43,0   |
| 27  | 43 J | Martin Prokop Petr Gross                    | Chéquia · Chéquia         | Suzuki Ignis S1600                                  | 5:00.14,2 47.20,5   |
| 28  | 40 J | Conrad Rautenbach Carl Williamson           | Zimbabwe · Reino Unido    | Citroën C2 S1600                                    | 5:01.09,6 48.15,9   |
| 29  | 90   | Sotíris Hatzitsopanis Níkos Hatzitsopanis   | Grécia · Grécia           | Mitsubishi Lancer Evo 8                             | 5:05.28,2 52.34,5   |
| 30R | 72   | Emmanouel Panayiotopoulos Níkos Panou       | Grécia · Grécia           | Mitsubishi Lancer Evo 8                             | 5:06.28,4 53.34,7   |
| 31  | 92   | Stergios Stratelis Thomas Gagakas           | Grécia · Grécia           | Subaru Impreza WRX                                  | 5:07.07,9 54.14,2   |
| 32R | 64   | Sokrátis Tsolakidis Sokrátis Pavlidis       | Grécia · Grécia           | Mitsubishi Lancer Evo 8                             | 5:08.30,4 55.36,7   |
| 33  | 88   | Ioánnis Konstantakatos Apostolos Pallas     | Grécia · Grécia           | Mitsubishi Lancer Evo 7                             | 5:08.31,0 55.37,3   |
| 34  | 73   | 'Trofonios' Kóstas Sinetos                  | Grécia · Grécia           | Mitsubishi Lancer Evo 8 Commercial Value            | 5:13.43,7 1:00.50,0 |
| 35  | 93   | Haris Kaltsounis Andreas Peridis            | Grécia · Grécia           | Opel Corsa S1600                                    | 5:18.34,9 1:05.41,2 |
| 36R | 37 J | Alan Scorcioni Silvio Stefanelli            | Itália · San Marino       | Suzuki Ignis S1600                                  | 5:22.11,8 1:09.18,1 |
| 37R | 96   | Andreas Philippou Kóstas Kourtellas         | Chipre · Chipre           | Subaru Impreza WRX                                  | 5:23.23,6 1:10.29,9 |
| 38  | 79   | 'Leonidas' Iórgos Kotsalis                  | Grécia · Grécia           | Renault Clio S1600                                  | 5:25.03,9 1:12.10,2 |
| 39R | 91   | Stelios Lainopoulos Níkos Moschopoulos      | Grécia · Grécia           | Mitsubishi Lancer Evo 6                             | 5:25.36,3 1:12.42,6 |
| 40  | 75   | Kóstas Paradissis Maria Takou               | Grécia · Grécia           | Peugeot 206 XS S1600 Lion Hellas                    | 5:26.21,4 1:13.27,7 |
| 41R | 94   | 'Zoobis' Iórgos Trigenis                    | Grécia · Grécia           | Subaru Impreza WRX                                  | 5:32.43,2 1:19.49,5 |
| 42  | 97   | Ioánnis Margaronis Kóstas Mikes             | Grécia · Grécia           | Hyundai Accent                                      | 5:33.33,5 1:20.39,8 |
| 43R | 95   | Odysseas Dotsikas Níkos Paraperas           | Grécia · Grécia           | Mitsubishi Lancer Evo 7                             | 5:36.12,8 1:23.19,1 |
| 44  | 98   | Haralambos Gazetas Iórgos Faskiotis         | Grécia · Grécia           | Toyota Yaris                                        | 5:40.57,4 1:28.03,7 |
| 45  | 105  | Dionissis Mavrodis Asterios Nikou           | Grécia · Grécia           | Nissan Micra K 11                                   | 5:44.48,2 1:31.54,5 |
| 46  | 104  | Grigoris Ladoyiannis Níkos Ladoyiannis      | Grécia · Grécia           | Fiat Seicento Sporting                              | 5:45.46,5 1:32.52,8 |
| 47R | 109  | Dimítris Arvanitis Marios Tsaousoglou       | Grécia · Grécia           | Honda Civic VTI                                     | 5:52.52,0 1:39.58,3 |
| 48  | 106  | Angelos Papadimitriou Andreas Tringas       | Grécia · Grécia           | Toyota Corolla AE 111                               | 5:53.39,1 1:40.45,4 |
| 49R | 102  | Ioánnis Tsioris Antonis Vourtsis            | Grécia · Grécia           | Hyundai Accent                                      | 6:00.43,8 1:47.50,1 |
| 50R | 99   | Stelios Stavrianoudakis Panayiotis Kondylis | Grécia · Grécia           | Subaru Impreza WRX                                  | 6:08.08,5 1:55.14,8 |
| 51  | 114  | Apostolos Tsamakos Alexandros Kotzias       | Grécia · Grécia           | Daewoo Lanos 1.6                                    | 6:26.38,6 2:13.44,9 |
| 52  | 103  | Christina Stathaki Jane Sabanikou           | Grécia · Grécia           | Peugeot 206 XS                                      | 6:42.39,8 2:29.46,1 |
| 53R | 108  | Níkos Koutsmanis Eleftherios Mavros         | Grécia · Grécia           | Peugeot 106 Rallye                                  | 6:49.13,8 2:36.20,1 |
| 54R | 111  | Dimítris Angeletos Antonis Deliyiannis      | Grécia · Grécia           | Fiat Cinquecento Sporting                           | 6:49.43,3 2:36.49,6 |

## Abandonos
| SS  | N.º  | Piloto Co-piloto                             | Nacionalidade             | Carro                                      | Classe         |  |
| --- | ---- | -------------------------------------------- | ------------------------- | ------------------------------------------ | -------------- |  |
| R17 | 4 M  | Roman Kresta Jan Možný                       | Chéquia · Chéquia         | Ford Focus WRC BP Ford World Rally Team    | Codriver ill   |  |
| R7  | 6 M  | Chris Atkinson Glenn MacNeall                | Austrália · Austrália     | Subaru Impreza WRC Subaru World Rally Team | Motor          |  |
| R3  | 12 M | Janne Tuohino Mikko Markkula                 | Finlândia · Finlândia     | Škoda Fabia WRC Škoda Motorsport           | Clutch         |  |
| R11 | 15   | Henning Solberg Cato Menkerud                | Noruega · Noruega         | Ford Focus WRC BP Ford World Rally Team    | Acidente       |  |
| R2  | 17   | Antony Warmbold Michael Orr                  | Alemanha · Reino Unido    | Ford Focus WRC BP Ford World Rally Team    | Lost wheel     |  |
| R9  | 18   | Jani Paasonen Jani Vainikka                  | Finlândia · Finlândia     | Škoda Fabia WRC Škoda Motorsport           | Acidente       |  |
| R13 | 20   | Mark Higgins Trevor Agnew                    | Reino Unido · Reino Unido | Ford Focus WRC                             | Acidente       |  |
| R16 | 23   | Tobias Johansson Kaj Lindström               | Suécia · Finlândia        | Subaru Impreza WRC Rally Team Olsbergs     | Acidente       |  |
| R18 | 38 J | Luca Betti Giovanni Agnese                   | Itália · Itália           | Renault Clio S1600                         | Gearbox        |  |
| R2  | 39 J | Luca Cecchettini Massimo Daddoveri           | Itália · Itália           | Fiat Punto S1600                           | Motor mounting |  |
| R18 | 41 J | Daniel Sordo Oriol Julià                     | Espanha · Espanha         | Citroën C2 S1600                           | Driveshaft     |  |
| R15 | 61   | Iórgos Filippedes Marshall Clarke            | Grécia · Reino Unido      | Škoda Octavia WRC                          | Motor          |  |
| R19 | 62   | Panayiotis Hatzitsopanis Níkos Petrópoulos   | Grécia · Grécia           | Mitsubishi Lancer Evo 8                    | Suspension     |  |
| R1  | 63   | Leonídas Kyrkos Iórgos Polyzois              | Grécia · Grécia           | Mitsubishi Lancer Evo 8                    | Withdrawn      |  |
| R1  | 65   | 'Iaveris Jr.' Manos Stefanis                 | Grécia · Grécia           | Fiat Punto S1600                           | Withdrawn      |  |
| R1  | 66   | Athanasios Efstathiou Achileas Tzitzikalakis | Grécia · Grécia           | Renault Clio S1600                         | Withdrawn      |  |
| R16 | 67   | Grigoris Nioras Anastasios Goussetis         | Grécia · Grécia           | Subaru Impreza WRX STI Hellenic Police     | Driveshaft     |  |
| R1  | 69   | Thomas Thergiakis Andreas Vlahogenis         | Grécia · Grécia           | Mitsubishi Lancer Evo 6                    | Withdrawn      |  |
| R1  | 70   | Níkos Tsadaris María Pavli Korre             | Grécia · Grécia           | Renault Mégane Coupé                       | Withdrawn      |  |
| R9  | 74   | Jaan Mölder jr. Tõnu Vunn                    | Estónia · Estónia         | Mitsubishi Lancer Evo 6                    |                |  |
| R17 | 76   | Peter Zachrisson Roy Espen Olsen             | Suécia · Noruega          | Suzuki Ignis S1600                         | Acidente       |  |
| R17 | 77   | Lábros Athanassoulas Níkos Mouzakis          | Grécia · Grécia           | Ford Fiesta S1600                          | Gearbox        |  |
| R4  | 78   | Angelos Zivas Stamatis Laskos                | Grécia · Grécia           | Peugeot 206 XS S1600                       | Motor          |  |
| R17 | 80   | Ricardo Triviño Sergio Salom                 | México · Espanha          | Mitsubishi Lancer Evo 8                    |                |  |
| R1  | 82   | Dimítris Psyllos Kóstas Kontos               | Grécia · Grécia           | Mitsubishi Lancer Evo 8                    | Withdrawn      |  |
| R1  | 83   | Iórgos Kantzavelos 'Em Es'                   | Grécia · Grécia           | Mitsubishi Lancer Evo 7                    | Withdrawn      |  |
| R1  | 84   | 'Taz' Hekimian                               | Grécia · Grécia           | Mitsubishi Lancer Evo 7                    | Withdrawn      |  |
| R19 | 85   | Pavlos Moschoutis Iórgos Kairis              | Grécia · Grécia           | Mitsubishi Lancer Evo 7                    | Motor          |  |
| R15 | 86   | Aris Kolokithas Kóstas Koulis                | Grécia · Grécia           | Mitsubishi Lancer Evo 7                    |                |  |
| R2  | 89   | Charalambos Timotheou Marios Konstantinou    | Chipre · Chipre           | Mitsubishi Lancer Evo 7                    |                |  |
| R9  | 100  | 'Lef' 'Tzef'                                 | Grécia · Grécia           | Subaru Impreza WRX STI                     |                |  |
| R16 | 107  | Dionissis Gazetas Thanos Papayiorgiou        | Grécia · Grécia           | Toyota Corolla AE 111                      |                |  |
| R17 | 110  | Vassilis Drymoussis Panayiotis Drymoussis    | Grécia · Grécia           | Škoda Fabia                                |                |  |